# Cal Palau (Vilanova de Bellpuig)
Cal Palau és un edifici del municipi de Vilanova de Bellpuig (Pla d'Urgell) inclòs en l'Inventari del Patrimoni Arquitectònic de Catalunya.

## Descripció
Casa de pedra arrebossada i blanquejada. Consta de quatre plantes: planta baixa amb dues obertures tapades, una porta principal quadrada i dues portes d'arc de mig punt. Totes les obertures estan separades per pilastres adossades; a la planta noble i planta segona hi ha cinc portes balconeres. La barana de forja molt treballada i al balcó central s'ubica un escut nobiliari. Aquestes obertures queden separades per columnes nervades, de base quadrada i ampla i capitell corinti; l'última planta és la golfa amb cinc obertures rectangulars. Remata la construcció una balustrada.

## Història
A la porta central de planta baixa hi ha la data 1797-1981. La família Palau, era una de les famílies amb més poder econòmic de la vila.